# Besleria heterosepala
Besleria heterosepala là một loài thực vật có hoa trong họ Tai voi. Loài này được Fritsch mô tả khoa học đầu tiên năm 1934.